# Ann Elliott-Goldschmid
Ann Elliott-Goldschmid ist eine kanadische Geigerin.
Die Tochter des Komponisten Carleton Elliott und der Pianistin Patricia Grant Lewis war Schülerin von Pauline Harborn und während ihres Studiums an der Boston University bei Victor Yampolsky. Schon vor dem Studium an der Boston University trat sei beim New Brunswick Music Festival auf und war Preisträgerin beim Canadian National Music Festival. Sie war Gewinnerin der Boston University Concerto Competition und spielte die Erste Violine beim Honors String Quartet (mit Eugene Lehner und Endel Kalam) und besuchte Sommerkurse bei Nathan Milstein in Zürich und Dénes Zsigmondy in Ammerland. Zudem war sie Mitglied der Emanuel Chamber Players und des Harvard Chamber Orchestra.
1984 wurde sie Konzertmeisterin der Renaissance City Chamber Players in Detroit. Sie unterrichtete dann Violine am Center for Creative Studies, dem Rochester Conservatory of Music und der Oakland University, bevor sie 1986 Gründungsmitglied des Lafayette String Quartet (mit Pamela Highbaugh Aloni, Sharon Stanis und Joanna Hood) wurde. Das Ensemble gewann im gleichen Jahr die Cleveland Quartet Competition und damit eine zweijährige Ausbildung mit den Mitgliedern des Cleveland Quartet an der Eastman School of Music und wurde von Rostislav Dubinsky betreut und gefördert. Elliott-Goldschmidt nahm außerdem Unterricht bei Donald Weilerstein.
Neben mehreren Alben mit dem Lafayette String Quartet nahm sie u. a. Murray Adaskins Erste Sonate für Violine und Klavier mit ihrer Mutter sowie Arrangements von Ludwig van Beethovens Streichtrios mit dem Gitarristen Alex Dunn, der Flötistin Lanny Pollet und der Bratschistin Joanna Hood auf.